# Fort Berthold, Bắc Dakota
Fort Berthold là một lãnh thổ chưa tổ chức thuộc quận McKenzie, tiểu bang Bắc Dakota, Hoa Kỳ. Năm 2010, dân số của xã này là 1.399 người.